# Probaryconus biarmatus
Probaryconus biarmatus är en stekelart som först beskrevs av Jean Risbec 1957.  Probaryconus biarmatus ingår i släktet Probaryconus och familjen Scelionidae. Inga underarter finns listade i Catalogue of Life.